# 国際周期表年
国際周期表年（こくさいしゅうきひょうねん、英:  International Year of the Periodic Table of Chemical Elements. 略称IYPT2019）は、ロシアの化学者ドミトリ・メンデレーエフが元素の周期律を発見してから2019年が150周年に当たることを記念し、国際連合教育科学文化機関（ユネスコ）により宣言された国際年である。

## 行事
2019年1月29日にパリのユネスコ本部で開会式が開かれてから1年近くにわたり、世界各地で様々な催し物が行われた。開会式は、メンデレーエフの誕生日である2月8日にロシアでも行われている。
日本においては、日本化学会に実行委員会が置かれ、実行委員長は、有機化学者で豊田理化学研究所所長の玉尾皓平が務めた。実行委員会では学生向けのエッセイコンテストや、ウェブサイトへの産学からのメッセージの掲載を行った。理化学研究所は国際周期表年に協賛していることから、4月20日に埼玉県の和光地区の一般公開に合わせて講演会を行った。ほかにも、各地の大学や研究所でシンポジウムや講演会、展示会が開かれ、巡回展は一部会場では閉会後も行われている。
アルジェリア、スペイン、キルギスタン、モルドバ、ハンガリー、ブルガリア、ポルトガル、モルディブ、トーゴ、北マケドニア、ロシアではIYPT2019を記念した記念切手が発行された。
日本の化学切手同好会は、これまで世界各地で発行された元素にかかわりのある切手を集め、「切手でつくる元素周期表」の作成を試みた。
台湾では科技部・教育部などが協力し、超高層ビル台北101の壁面に取り付けた特殊なLED装飾にアニメーション映像を流した。ヨーロッパ化学会議はマスの大きさで地球上に存在する元素の量を表した周期表を作り、「スマートフォンを買い替えるときには、まだ使えないか考え直してみてください。限りあるレアメタルやレアアースを大切に使っていくうえで、あなたにできることはありませんか?」とのメッセージを添えた。
閉会式は、12月5日にニホニウム誕生の地である日本の東京プリンスホテルで行われた。